# رندی اسمیت
رندی اسمیت (انگلیسی: Randy Smith؛ زاده ۱۲ دسامبر ۱۹۴۸ درگذشته ۴ ژوئن ۲۰۰۹) یک بازیکن بسکتبال اهل ایالات متحده آمریکا بود.